# さかた海鮮市場
さかた海鮮市場（さかたかいせんいちば）は、山形県酒田市にある市場。株式会社菅原鮮魚が経営をしている。
酒田港の傍に位置。1階の菅原鮮魚 さかた海鮮市場本舗では庄内浜産の地魚を中心に販売を行っている。2階には2003年5月にオープンした海鮮どんや とびしまがあり、海鮮丼などといった食事を楽しむことができる。ウッドデッキや送迎テラスからは酒田港を一望することができる。

## 所在地
〒998-0036 山形県酒田市船場町2丁目5-10

## 営業時間
- 菅原鮮魚
  - 午前8時 - 午後6時
- 海鮮どんやとびしま
  - 午前7時 - 午後7時

## アクセス
- 車
  - JR酒田駅から約10分[3]。
  - 日本海東北自動車道酒田インターチェンジから約20分[3]。

駐車場あり（約300台）